# 大阪府立泉北高等支援学校
大阪府立泉北高等支援学校（おおさかふりつ せんぼくこうとうしえんがっこう）は、大阪府堺市南区にある特別支援学校。高等部単独の学校で、知的障害のある生徒を主な対象とした支援教育を行なっている。

## 沿革
小学部・中学部をもつ病弱児の児童・生徒を対象とした養護学校・大阪府立泉北養護学校として、1975年に現在地に開設している。また開校と同時に、大阪府立富田林養護学校から羽曳野分教室（のち羽曳野分校）、堺市立浅香山養護学校（1980年廃校）から大阪労災病院と国立泉北病院（1999年近畿大学医学部堺病院へ移管、2018年堺咲花病院へ再移管）の2病院の院内学級を移管・継承している。羽曳野分教室も病弱児の児童・生徒を対象としていた。
また1990年には、知的障害のある児童・生徒を対象とする大阪府立和泉養護学校の分教室（高等部を設置）が堺市に開設された。分教室は当初は堺市立百舌鳥養護学校内に開設されていたが、1990年には堺市上野芝町6丁1-1・堺市立神石小学校分校跡（賢明学院東側。現在は堺市教育委員会共用会議所）に移転している。
1990年代後半になり、泉北養護学校を知的障害のある児童・生徒を対象とした養護学校として改編することになった。改編に伴い、1998年4月に羽曳野分校が大阪府立羽曳野養護学校として独立し、院内学級も羽曳野養護学校分教室として分離している。また1998年7月には和泉養護学校神石分教室が泉北養護学校内に移転し、1999年4月1日付で知的障害のある児童・生徒を対象とする高等科単独の養護学校となった。
学校教育法改正に伴う特別支援学校制度の導入により、2008年には現在の校名に変更している。

### 年表
- 1975年4月1日 - 大阪府立泉北養護学校として開設（病弱児対象、小学部・中学部）。羽曳野市に羽曳野分教室を設置。
- 1989年 - 羽曳野分教室を羽曳野分校に改編。
- 1990年4月 - 大阪府立和泉養護学校分教室を設置。
- 1992年4月 - 大阪府立和泉養護学校分教室が堺市立神石小学校分校跡に移転、神石分教室と称する。
- 1998年4月1日 - 羽曳野分校が大阪府立羽曳野養護学校として独立。
- 1998年7月22日 - 大阪府立和泉養護学校神石分教室が大阪府立泉北養護学校内に移転。
- 1999年4月1日 - 知的障害児の養護学校（高等部）に改編。
- 2008年4月1日 - 学校名を「大阪府立泉北高等支援学校」に変更。

## 通学区域
堺市 中区・南区

## 交通
- 南海泉北線 栂・美木多駅 南へ約400m。